# Vermezzo
Vermezzo (Vermèzz in dialetto milanese) è una località di 3 929 abitanti sede del comune di Vermezzo con Zelo della città metropolitana di Milano in Lombardia.

## Storia
Confinava con Abbiategrasso, Albairate, Gaggiano, Gudo Visconti, Morimondo e Zelo Surrigone. Dall'8 febbraio 2019 si è fuso col vicino comune di Zelo Surrigone per formare il nuovo comune di Vermezzo con Zelo. Un provvedimento analogo era stato preso in età napoleonica.

### Simboli

Vecchio gonfalone

Lo stemma di Vermezzo era stato concesso con decreto del presidente della Repubblica del 6 febbraio 1978.
Il gonfalone era un drappo partito di bianco e di verde.
Il colore verde del campo simboleggia la fertilità del suolo ma richiama anche l'antico nome di Vermezzo: Viridis medium, ossia "in mezzo al verde"; l'aquila d'argento è ripresa dal blasone dei Pozzobonelli, così come risulta riprodotto anche nello Stemmario Cremosano sotto il nome di "Posbonello"; il castello ricorda l'esistenza dell'antico edificio appartenuto a questa famiglia dal XIII al XVIII secolo.

## Monumenti e luoghi d'interesse

### Architetture religiose

#### Chiesa di San Zenone

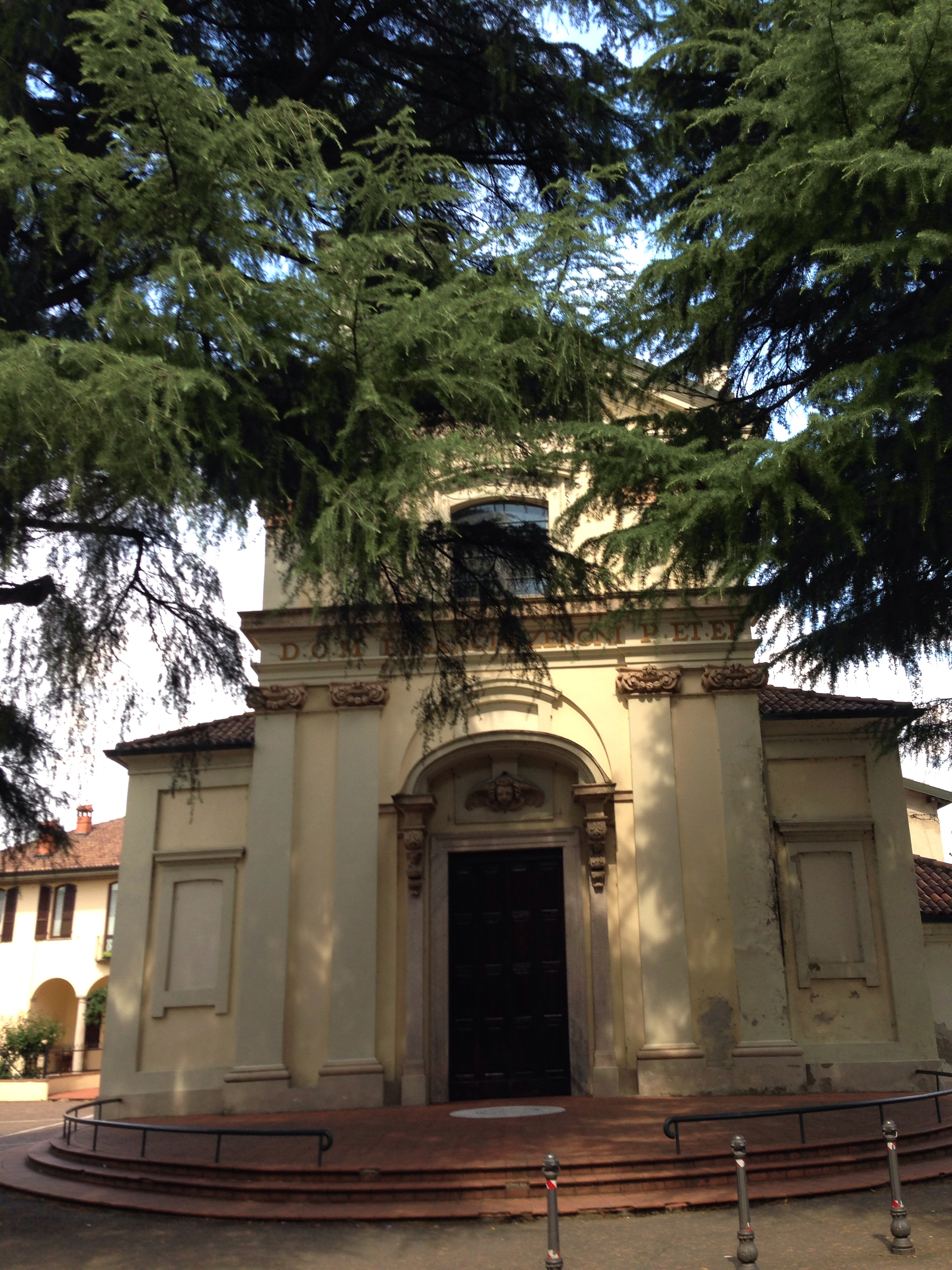
Chiesa di San Zenone

La chiesa di Vermezzo, dedicata al patrono San Zenone dipendeva un tempo dalla pieve di Rosate, ora appartiene al decanato di Abbiategrasso, nella zona pastorale VI. Oggi appare in una tipica veste barocca del sei-settecento con numerosi affreschi interni. Il campanile alto 33 metri possiede un concerto di 8 campane in Reb3 fuso da Ecat a Mondovì (CN) per conto della ditta AEI Perego nel 2004. La campana maggiore fu rifusa dalla stessa ditta nel 2005. È il concerto più grande per numero di campane del decanato di Abbiategrasso insieme a Rosate (entrambi 8).

### Edifici notevoli

#### Palazzo Pozzobonelli-Panigarola
Palazzo Pozzobonelli-Panigarola, secondo alcuni studi attribuibile al Bramante, si trova nell'alberata piazza Comunale e si presenta oggi come una villa rinascimentale dal tipico schema ad "H" con quattro ali avanzanti rispetto al corpo centrale. Costruito su quello che era il castello locale, appartenne ai Pozzobonelli, importante famiglia di maggiorenti milanesi. Alla fine del Quattrocento lo acquistò Gottardo Panigarola, uomo di fiducia di Galeazzo Maria Visconti e successivamente collaboratore ed  amministratore di Ludovico il Moro, che lo fece rinnovare con affreschi di gusto leonardesco e bramantesco. Tornato nel Settecento alla famiglia originaria, il Palazzo fu scelto come residenza estiva dal Cardinale Giuseppe Pozzobonelli, arcivescovo di Milano, che ne promosse l'ultimo intervento di ampliamento e di rifacimento di parte dell'apparato decorativo. Attualmente il Palazzo è proprietà privata, non visitabile internamente.

#### Cascina Grande
La Cascina Grande si trova all'altezza dell'ingresso principale di Vermezzo, sulla SP 30. Azienda agricola di antiche origini, in passato di proprietà della famiglia Pozzobonelli, restaurata in stile medievale intorno al 1920 dal proprietario e allora sindaco vermezzese Ovidio Capelli riproducendo nel cortile interno in versione miniaturizzata le torri del Castello Sforzesco di Milano, è oggi proprietà privata degli eredi Capelli. Interessante e unico nella zona è il gusto di adattare le soluzioni stilistiche medievali alle necessità di una cascina dedita ad attività agricole: si possono rilevare merlature di confino delle abitazioni agricole, silos in mattoni a forma di torri difensive e fienili che riproducono l'architettura di chiese a tre navate. Spesso viene utilizzata per catering e set fotografici di matrimoni.

## Società

### Evoluzione demografica
- 250 nel 1751
- 643 nel 1771
- 600 nel 1805
- 864 nel 1811 compresa l'annessa Zelo Surrigone
- 608 nel 1853
- 614 nel 1859

Abitanti censiti

## Infrastrutture e trasporti
Fra il 1914 e il 1956 la città era servita da una fermata della tranvia Milano-Corsico-Abbiategrasso.

## Amministrazione
| Periodo | Periodo | Primo cittadino | Partito              | Carica  | Note |
| ------- | ------- | --------------- | -------------------- | ------- | ---- |
| 1985    | 1990    | Pietro Fontana  | Democrazia Cristiana | Sindaco |      |
| 1990    | 1995    | Claudio Pozzi   | Democrazia Cristiana | Sindaco |      |
| 1995    | 1999    | Claudio Pozzi   | Lista civica         | Sindaco |      |
| 1999    | 2004    | Franca Rebora   | Lista civica         | Sindaco |      |
| 2004    | 2009    | Franca Rebora   | Lista civica         | Sindaco |      |
| 2009    | 2009    | Matteo Pirro    | centro-destra        | Sindaco |      |
| 2010    | 2015    | Andrea Cipullo  | centro-destra        | Sindaco |      |
| 2015    | 2019    | Andrea Cipullo  | centro-destra        | Sindaco |      |